# Memories Off History
『Memories Off History』（メモリーズオフヒストリー）は、2007年7月27日に株式会社サイバーフロントよりWindows用ソフトで発売した恋愛アドベンチャーゲーム。1999年に初代作品が発売されたMemories Offシリーズのうち、本編5作及びファンディスク4作の計9タイトルを集めたものである。特典として、歴代のメモオフの初期設定資料やスタッフ対談が掲載された「Memories Off History Memorial Book」が同梱されている。
したがって、本作品以降のシリーズファンディスク・スピンオフの『#5 encore』『ユア』および、本編『T-wave』より後の作品は収録されていない。

## 収録作品
収録作品の詳細および登場人物、ストーリー等については、各作品のページを参照。
- Memories Off Duet
- Memories Off After Rain Vol.1
- Memories Off After Rain Vol.2
- Memories Off After Rain Vol.3
- 想い出にかわる君 〜Memories Off〜
- Memories Off 〜それから〜
- Memories Off 〜それから again〜
- Memories Off #5 とぎれたフィルム